# Blepharomastix astenialis
Blepharomastix astenialis is een vlinder uit de familie van de grasmotten (Crambidae), uit de onderfamilie van de Spilomelinae. De wetenschappelijke naam van deze soort is voor het eerst gepubliceerd in 1922 door Harrison Gray Dyar Jr..
De soort komt voor in Mexico en is voor het eerst ontdekt in Mexico City.